# David Per
David Per (Dolenje Kronovo, 13 de febrero de 1995) es un ciclista esloveno.

## Palmarés
2016
- Tour de Flandes sub-23
- 3.º en el Campeonato de Eslovenia en Ruta
- 3.º en el Campeonato de Eslovenia Contrarreloj

## Equipos
- Adria Mobil (2014-2016)
- Bahrain Merida (2017-2018)
- Adria Mobil[1] (2019-2022)